# 香港教育工作者聯會黃楚標中學
22°17′17″N 113°56′39″E / 22.28814°N 113.94426°E
香港教育工作者聯會黃楚標中學（英語：HKFEW Wong Cho Bau Secondary School）為一所香港的津貼中學，簡稱標中，於2003年創立，位於東涌富東邨。

## 歷史
黃楚標中學所在的校舍，原先由嗇色園主辦可譽中學使用，於1997年啟用。
2001年，可譽中學投得同區的一組中、小學千禧校舍，以增設小學部，原來校舍得以於2003年騰空。因此，香港教育工作者聯會（教聯會）決定循「2002年校舍分配工作」，申請原可譽中學校舍作開辦中學之用，並獲批准。至2003年8月，隨著可譽逐步遷入新校舍，此校正式成立，隨後與同系的黃楚標學校結為「一條龍學校」，並一直維持至今。

## 班級及課程
目前，此校每級均設三班，由中一至中六共有18班。
學校近年收生組別為 Band 3，而在課程方面，此校各級主要以中文授課（英文科除外），而高中選修科包括生物、化學、物理、企會財、地理、中國歷史、世界歷史、資訊及通訊科技、視藝，以及中國文學在內的10科。而自2022/23學年起，初中數學及理科均由英文改為中文授課。

## 歷任管治人員

### 校監
校監一職由教聯會會長兼任，詳列如下：
- 楊耀忠先生（2003年-2013年12月31日，創校校監）[8]
- 黃均瑜先生（2014年1月1日起，現任校監）

### 校長
- 鍾銑玲博士（2003年-2016年，創校校長）
- 周宇輝先生（2016年-2017年，第二任）
- 許振隆先生（2017年起，現任校長）

## 校舍
此校為一所第一代中學靈活式校舍，校園面積為約8,400平方米，設有26間課室連各種特別室，並曾於2006年加建新翼。校舍由瑞安建業承建，於1997年8月連同富東邨及裕東苑其他樓宇完工。
值得一提的是，黃楚標中學校舍為全港倒數第三座同類型校舍，於1996年中展開上蓋工程，而同期首批第二代靈活式校舍已於將軍澳新市鎮率先動工。

### 校舍圖集

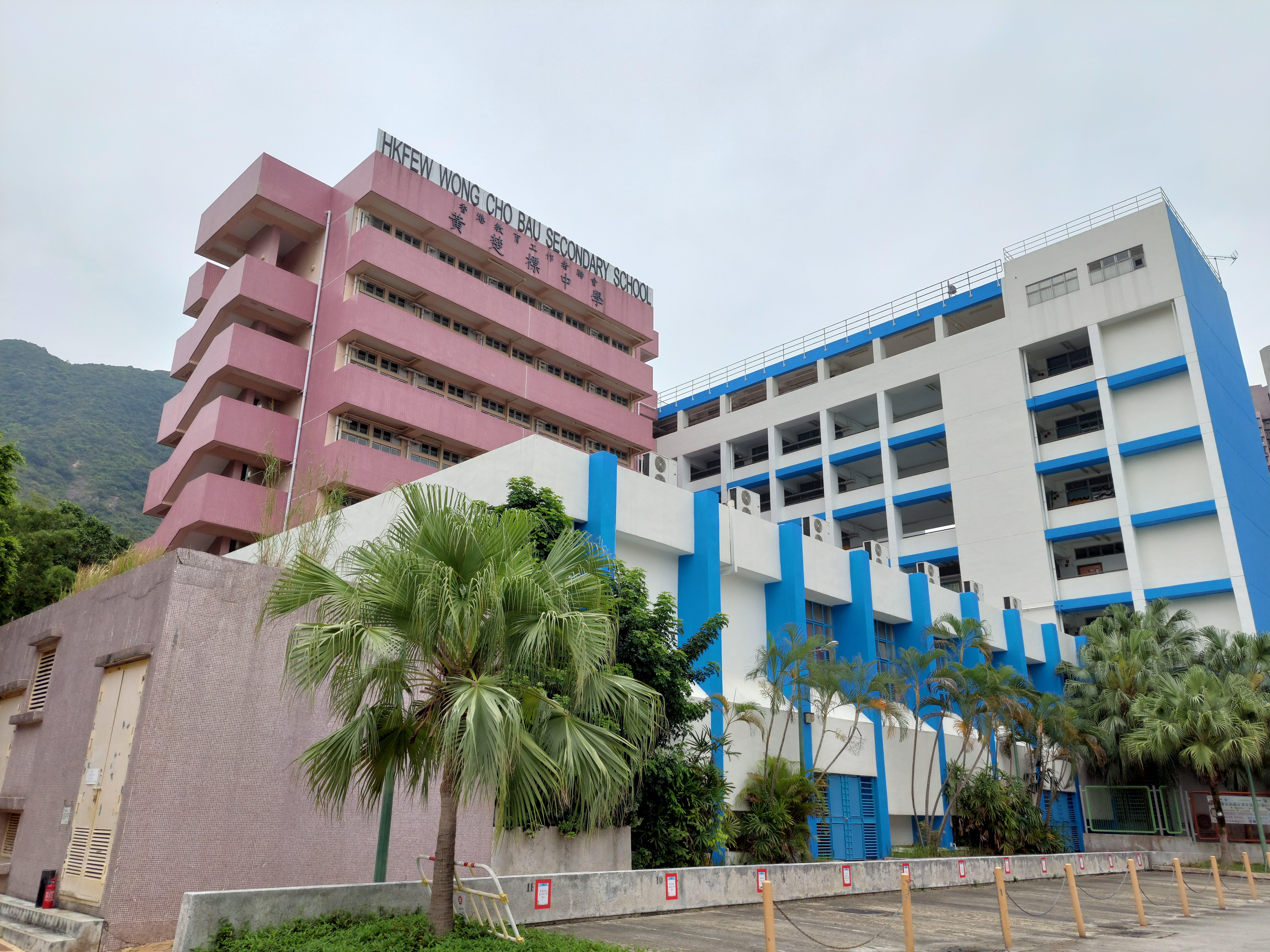
翻漆後的校舍東北面
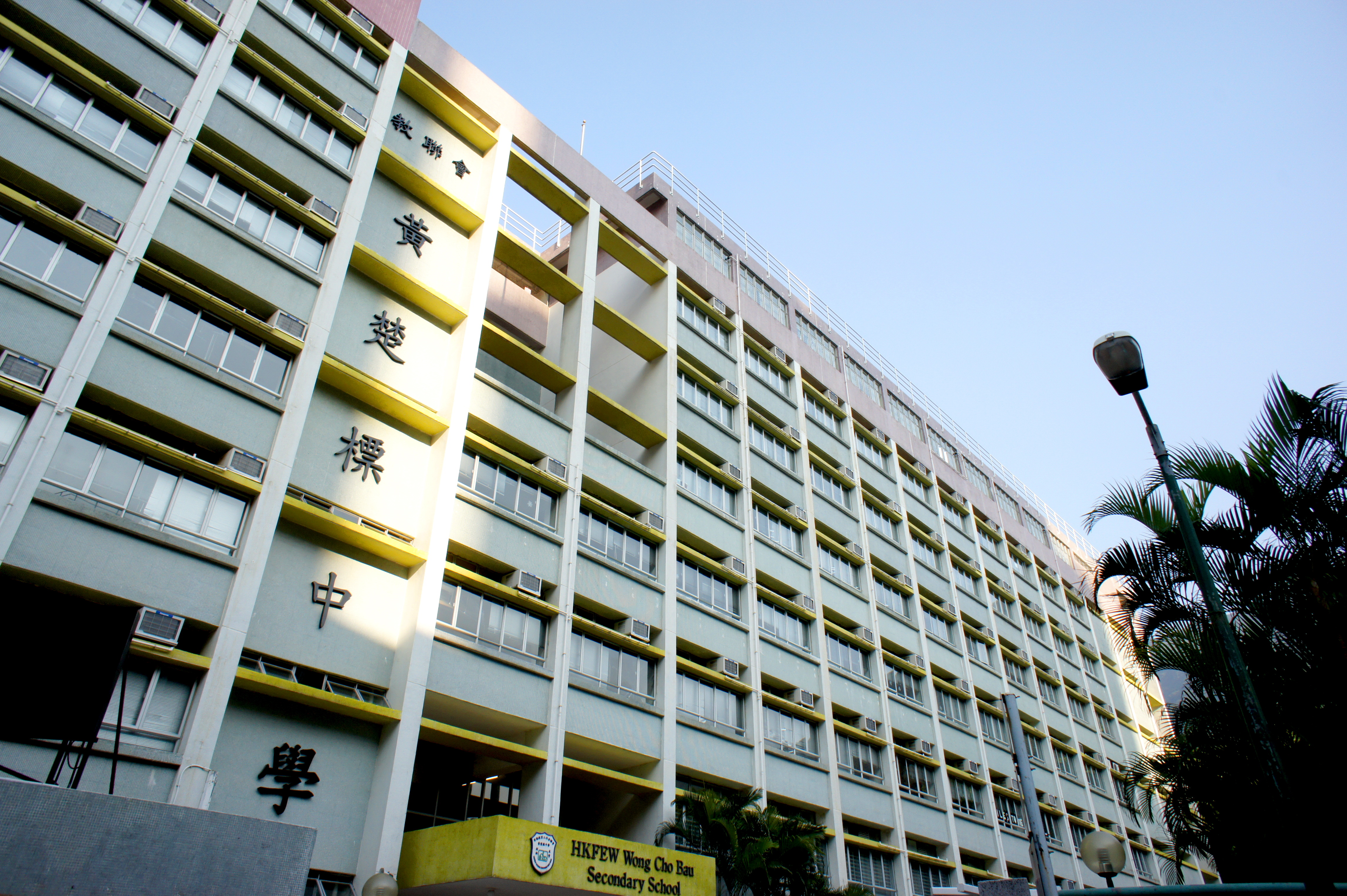
翻漆前的校舍正門

## 事件
- 2010年6月，此校被指以「教師專業發展」名義，要求全體教師參與支持2012年政改方案遊行，引起部分教師不滿。其後，他們向傳媒及教協投訴[12]。該校時任校長鍾銑鈴及時任校監楊耀忠一度拒絕回應傳媒[13]，但隨後態度稍為軟化，並否認「強迫參與遊行」之說[14][15]。然而，此事件已經引起各界爭議。
- 2019年9月30日，此校有8名學生於校門外舉行反修例運動罷課集會，校方決定報警處理，而該等學生被因而被警察當場搜身[16]。兩日後，有接近100名東涌街坊及中學生再到此校門外，抗議校方處理不當，而助理校長最後因而公開道歉[17]。

## 著名校友
- 羅冠聰：香港非建制派政治人物，曾於2016年當選立法會議員，但因宣誓風波而被褫奪議席。

## 註解
1. ↑  依次為順德聯誼總會鄭裕彤中學、威靈頓教育機構張沛松紀念中學及基督教神召會梁省德小學

## 外部連結
- 香港教育工作者聯會黃楚標中學官方網站 （页面存档备份，存于）